# Axams
Axam este un oraș în Austria.